# John Henry Stelle

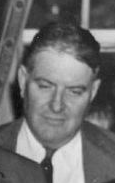
John Henry Stelle.

John Henry Stelle, född 1891 i McLeansboro, Illinois, död 5 juli 1962 i Saint Louis, Missouri, var en amerikansk demokratisk politiker. Han var guvernör i delstaten Illinois 1940–1941.
Stelle avlade juristexamen vid Washington University. Han sårades i första världskriget i Frankrike. Stelle var viceguvernör i Illinois 1937–1940. Han tillträdde som guvernör efter att Henry Horner hade avlidit i ämbetet.
Hans grav finns på Odd Fellows Cemetery i McLeansboro.